# PC-maat

PC-maat van een insteekslot

De PC-maat van een slot is de hart-op-hart afstand tussen het krukgat en de (profiel)cilinder, of in geval van een badkamer- of toiletdeur de hart-op-hart afstand tussen het krukgat en de slotstift. 
Afhankelijk van het gebruik van het slot worden er verschillende maten gehanteerd. Vaak is de PC-maat bij binnendeuren 55mm, bij zwaardere sloten en/of veiligheidssloten wordt in Nederland vaak een PC-maat van 72mm of 92mm gehanteerd. In België is die maat vaak 70 of 78mm. 